# Lee Myung-joo
Dans ce nom coréen, le nom de famille, Lee, précède le nom personnel.
Lee Myung-joo (en coréen : 이명주), né le 24 avril 1990 à Daegu en Corée du Sud, est un footballeur international sud-coréen, qui évolue au poste de milieu axial. Il joue actuellement dans le club de l'Incheon United.

## Biographie

### Carrière internationale
Il fait ses débuts internationaux en 2013. Le 11 juin 2013, il honore sa première sélection contre l'Ouzbékistan, lors d'un match des éliminatoires de la Coupe du monde de 2014. La rencontre se solde par une victoire de 1-0 des sud-coréens. Puis, en juillet 2013, il participe à la Coupe d'Asie de l'Est de 2013. Il dispute deux rencontres lors de ce tournoi.
Le 22 décembre 2014, il fait partie de la liste des 23 joueurs sud-coréens sélectionnés pour disputer la coupe d'Asie en Australie. Il dispute une seule rencontre face au Koweït lors de ce tournoi.
Puis, il fait son retour en sélection en 2017, où il participe à la Coupe d'Asie de l'Est de 2017. Il dispute deux rencontres lors de ce tournoi. La Corée du Sud remporte la Coupe d'Asie de l'Est. Lee Myung-joo ne fait pas partie des joueurs retenus pour disputer la Coupe du monde de 2018 en Russie, il est écarté de la liste définitive de Shin Tae-yong le 2 juin 2018.

## Palmarès

### En club
- Avec le  Pohang Steelers
  - Champion de Corée du Sud en 2013
  - Vainqueur de la Coupe de Corée du Sud en 2012 et 2013

- Avec  Al-Ain FC
  - Champion des Émirats arabes unis en 2015
  - Vainqueur de la Supercoupe des Émirats arabes unis en 2015

### En sélection
- Avec la  Corée du Sud
  - Finaliste de la Coupe d'Asie en 2015
  - Vainqueur de la Coupe d'Asie de l'Est en 2017

### Distinctions personnelles
- Jeune joueur de l'année de la K League en 2012
- Nommé dans l'équipe type de la K League en 2013

## Statistiques

### Carrière
| Saison                | Club                  | Championnat           | Championnat | Championnat | Coupe(s) nationale(s) | Coupe(s) nationale(s) | Supercoupe | Supercoupe | Compétition(s) continentale(s) | Compétition(s) continentale(s) | Compétition(s) continentale(s) | Corée du Sud | Corée du Sud | Total | Total |
| Saison                | Club                  | Division              | M.          | B.          | M.                    | B.                    | M.         | B.         | Comp.                          | M.                             | B.                             | M.           | B.           | M.    | B.    |
| 2012                  | Pohang Steelers       | K League              | 35          | 5           | 5                     | 0                     | -          | -          | LCA                            | 2                              | 0                              | -            | -            | 42    | 5     |
| 2013                  | Pohang Steelers       | K League              | 34          | 7           | 5                     | 1                     | -          | -          | LCA                            | 6                              | 1                              | 6            | 0            | 51    | 9     |
| 2014                  | Pohang Steelers       | K League              | 11          | 5           | 1                     | 0                     | -          | -          | LCA                            | 7                              | 1                              | 3            | 0            | 22    | 6     |
| Sous-total            | Sous-total            | Sous-total            | 80          | 17          | 11                    | 1                     | 0          | 0          | -                              | 15                             | 2                              | 9            | 0            | 115   | 20    |
| 2014-2015             | Al-Ain                | Arabian Gulf League   | 23          | 2           | 2                     | 1                     | 1          | 0          | LCA+LCA                        | 4+8                            | 1+0                            | 4            | 1            | 42    | 5     |
| 2015-2016             | Al-Ain                | Arabian Gulf League   | 23          | 3           | 6                     | 1                     | 1          | 0          | LCA                            | 14                             | 2                              | -            | -            | 44    | 6     |
| 2016-2017             | Al-Ain                | Arabian Gulf League   | 24          | 0           | 5                     | 0                     | -          | -          | LCA                            | 8                              | 1                              | 1            | 0            | 38    | 1     |
| Sous-total            | Sous-total            | Sous-total            | 70          | 5           | 13                    | 2                     | 2          | 0          | -                              | 34                             | 4                              | 5            | 1            | 124   | 12    |
| 2017                  | FC Séoul              | K League              | 13          | 2           | -                     | -                     | -          | -          | -                              | -                              | -                              | 3            | 0            | 16    | 2     |
| Sous-total            | Sous-total            | Sous-total            | 13          | 2           | 0                     | 0                     | 0          | 0          | -                              | 0                              | 0                              | 3            | 0            | 16    | 2     |
| 2018                  | Asan Mugunghwa (prêt) | K League 2            | 16          | 2           | -                     | -                     | -          | -          | -                              | -                              | -                              | -            | -            | 16    | 2     |
| Sous-total            | Sous-total            | Sous-total            | 16          | 2           | 0                     | 0                     | 0          | 0          | -                              | 0                              | 0                              | 0            | 0            | 16    | 2     |
| Total sur la carrière | Total sur la carrière | Total sur la carrière | 179         | 26          | 24                    | 3                     | 2          | 0          | -                              | 49                             | 6                              | 17           | 1            | 271   | 36    |

### Buts en sélection
Le tableau suivant liste tous les buts inscrits par Lee Myung-joo avec l'équipe de Corée du Sud.